# Nyirő József

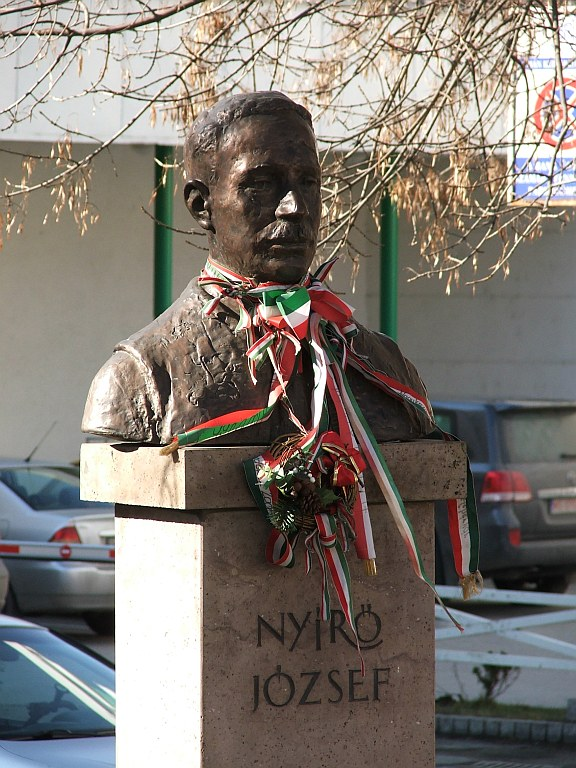
Szobra Székelyudvarhelyen

Nyirő József (Székelyzsombor, 1889. július 28. – Madrid, 1953. október 16.) erdélyi magyar író, kiugrott katolikus pap, politikus, újságíró, országgyűlési képviselő. Többször elismerően szólt a Harmadik Birodalomról, illetve antiszemita kijelentéseket tett. 1944–45-ben a nyilaspuccs után a nyilas csonkaparlament (Törvényhozók Nemzeti Szövetsége) tagja volt, ő volt Sopronban a Szálasi-kormány utolsó sajtótermékének, az Eleven Újságnak a főszerkesztője, és a Nagynémet Birodalomba is követte a kormányt.
Művei elsősorban erdélyi témákkal foglalkoznak, kiadásukat a román és magyar kommunista pártállami rendszerek betiltották. Akárcsak Wass Albertet, a román kultúrpolitika több évtizedig indexen tartotta. A róla elnevezett intézmények, utcák átnevezését szorgalmazza. A Magyar Tudományos Akadémia állásfoglalása szerint is tevékeny részt vállalt önkényuralmi rendszer fenntartásában, így nevének közterület-elnevezésként való felhasználása törvényileg tilos.

## Élete és munkássága
Nyirő József 1889-ben született Székelyzsomboron, Nyirő Mihály és Incze Amália gyermekeként. Édesapja a helyi római katolikus elemi iskola igazgatója volt. Később még három testvére született. Tízéves korában édesapja elhunyt.
Középiskolai tanulmányait a székelyudvarhelyi Római Katolikus Főgimnáziumban végezte (1907-ben érettségizett), majd a gyulafehérvári papnevelő intézetben és a bécsi Pázmáneumban tanult teológiát és filozófiát. 1912-ben teológiai doktorátust szerzett a katolikus egyházi autonómiáról szóló latin nyelvű disszertációjával. Ugyanebben az évben Nagyszebenben szentelték pappá.
Először Nagyszebenben, majd 1914–15-ben Besztercén oktatott hittant, később a Kolozs vármegyei Kide község plébánosa lett.
1919-ben, nem sokkal azután, hogy Erdélyt Romániához csatolták, kilépett az egyházi szolgálatból, és feleségül vette alsórákosi Bedő Ilonát. Házasságukból három gyermek született.
A papi rendből való távozása után a római katolikus egyház – az akkori szokásnak megfelelően – kiközösítette. Először Kidén bérelt malmot, hogy fenntartsa családját, majd a következő tíz évben a kolozsvári Keleti Újságnál dolgozott újságíróként.
1920-ban a Haldoklik a székely című novellájával megnyerte a Zord Idő pályázatát, majd az Ellenzék novella-pályázatán első díjat kapott az Értelek virág és a Rapsonné rózsája című elbeszélése. 1923–24-ben a kolozsvári Pásztortűz című irodalmi és közművelődési folyóirat főszerkesztője volt. Az Erdélyi Szépmíves Céh egyik alapítója, az Erdélyi Irodalmi Társaság és a Kemény Zsigmond Társaság tagja volt. 1924-ben jelent meg Jézusfaragó ember című novellagyűjteménye, amely sikert aratott mind Erdélyben, mind pedig Magyarországon.
1928-tól az Erdélyi Helikon vezető munkatársa lett, közben Kacsó Sándorral, Szentimrei Jenővel, Tamási Áronnal együtt bekapcsolódott a Benedek Elek körül tömörülő székely irodalmi körbe.
1931-ben visszavonult gazdálkodni a Nagy-Küküllő megyei Alsórákos községbe, ahol nyolc hold földet örökölt. Később Székelyudvarhelyen épített házat és teremtett otthont családjának, és csak több év múlva tért vissza a Keleti Újsághoz, amelynek 1939–42 között felelős szerkesztője lett.
Darabjait 1945 és 1988 között nem játszotta hivatásos társulat. Ezt követően a Színházi adattárban nyolc premierjét regisztrálták.

### Politikai pályafutása
1940-ben Corvin-koszorúval ismerték el munkásságát. A második bécsi döntést követően, 1942. február 14-től behívott erdélyi képviselőként a magyar Országgyűlés tagja lett, és Budapestre költözött. Az Erdélyi Párt képviseletében ült a parlamentben. 1942–43-ban a jobboldali Magyar Erő című képes hetilapot szerkesztette, 1944-ben a Magyar Ünnep című, szintén jobboldali lap főmunkatársa volt.

„1941. nov. 3. Zűrzavar a weimari költőnap körül. Ki „reprezentálta” hát a költők hazáját, hazámat? Újabb újsághír. „A Harmadik Birodalom ez év október 31-én is megrendezte a weimari költőnapot, amelyen Közép- és Kelet-Európa tizenegy nemzetének meghívott költői is részt vettek. A magyar irodalmat a költőnapon Nyirő József erdélyi író reprezentálta. Nyirő az UFA számára többek között a következőket mondotta: »Ezekben a napokban a szellemi Európa születik újjá. Boldog vagyok és boldog a magyar irodalom, hogy ebben a szellemi felépítésben szintén részt vehet. Szép képet láttam éppen az előbb a templomban, amint Luther rámutat a bibliának arra a mondására, hogy a vér megtisztít minket. A vér megtisztítja Európát. Európa népei a békének, a léleknek és az új szellemiségnek a jegyében összefognak és egymásra találnak. Teljes szívvel, teljes lélekkel akarjuk ezt a munkaközösséget vállalni. Éljen Hitler Adolf! Éljen Németország! Éljen a német írótársadalom!”

– Radnóti Miklós: Napló. Magvető, 1989, 197. oldal

„1951. A németek vonulnak vissza az alig néhány kilométerre lévő országhatár felé. Komor sorokban recsegnek, dübörögnek a kövezeten a tankok, gépkocsik, nehéz járművek rozogán, gyötrelmesen. Szennyesek, rozsdásak, tépettek. A hernyótalpak csikorognak, a kiéhezett lovak dongája kiáll. Az emberek feketék, fáradtak, durvák. Éjjel-nappal tart kiömlésük. Mit fáj nekik, hogy mi történik a vérben, tűzben, romokban heverő, kifosztott, tönkretett, meggyalázott országgal. Egyszerűen sorsára hagyták. Fel se pillantanak a szép múltú város romjaira, melyek alól holttestek szaga érzik.”

– Nyírő József: Íme, az emberek Kairosz Kiadó, 5. oldal

A nyilaspuccs után részt vett a Szálasi Ferencékkel együttműködő parlamenti képviselőkből álló, úgynevezett „nyilas parlamentben”, és a Német Birodalomba is együtt menekült a németeket kiszolgáló kormányzattal. 1945-től Németország nyugati megszállási övezetében, a bajorországi Wollabergben, majd Waldkirchenben élt. 1946–1949 között a Magyar Harangok társszerkesztője volt. Részt vett az 1947. augusztus 19–20-án tartott menekült képviselők altöttingi országgyűlésén. Kisbarnaki Farkas Ferenc menekültkormányában (amely lényegében árnyékkormánynak tekinthető) 1947. augusztus 20-tól 1949 eleji lemondásáig nemzetnevelési miniszteri posztot töltött be. Az országgyűlés határozatairól Máté Imrével közösen tájékoztatta a volt kormányzót, Horthy Miklóst. 1947-ben Rajk László belügyminiszter háborús bűnösként kikérte (sikertelenül) a Szövetséges Ellenőrző Bizottságtól.
1948-tól 1951-ig a Münchenben megalakított, a második világháborút követően Nyugatra menekült emigráns újságírók egyik szervezeteként tevékenykedő Magyar Újságírók Külföldi Egyesülete és az ugyanott alapított Magyar Kulturális Szövetség első elnöke lett. 1950-ben Madrid közelébe költözött. A Spanyol Nemzeti Rádió magyar nyelvű adásainak munkatársaként politikai kommentárokat írt, és aktív szerepet vállalt a nyilas-hungarista emigráció munkájában. 1952-ben a Hungarista Magyar Hírszolgálat felkérésére és támogatásával részt vett a clevelandi Kossuth Lajos Könyvkiadó megalapításában. Ugyanebben évben a Magyar Szabadság Mozgalom társelnökévé választották.

### Halála
Hosszas betegség után – mialatt ismét az egyházi közösség tagja lett – 1953 októberében hunyt el egy madridi klinikán. Közkeletű tévedés, hogy élete végén kolostorba vonult volna, bűneiért vezekelve. Síremléke a madridi Almudena temetőben áll.

Halála előtt néhány héttel így írt a Küzdelem a halállal című művében: 
Nem, nem, itt nem tudok meghalni, akárhogy szeretem, akárhogy becsülöm, idegen ez a föld nekem. Minden föld idegen. Ha már azonban nem lehet kitérni a nagy törvény elől, igyekszem átvarázsolni, hallatlanul megkényszerített képzelettel idehozom magamnak a szülőföldet, a Hargitát, Rika rengetegét, a Küküllőt, Csicsert, Budvárt, a pisztrángos patakokat, a virágos réteket, ellopom a bükkösöket, a fehéren villámló nyíreseket, az elvesztett csodás magyar világot, és gyönyörű képek vonulnak el szemem előtt. Így talán könnyebb lesz.

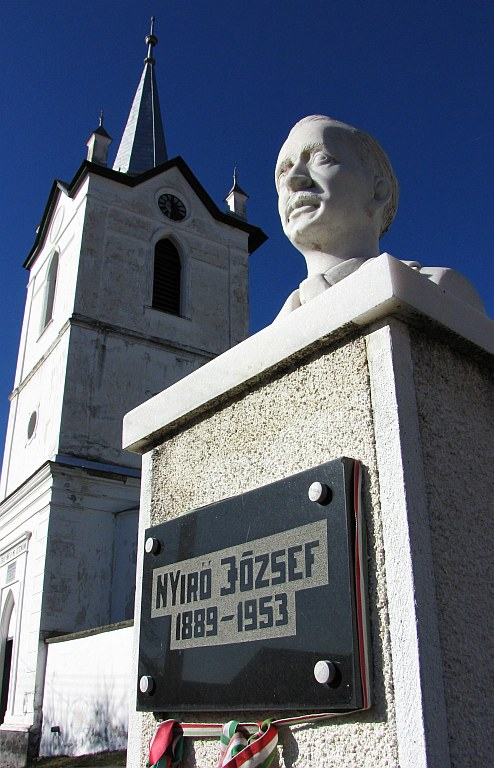
Nyirő József szobra Székelyzsomboron

Később keserűen kifakadt: 
A magyarok! Az egymást pusztító, pártoskodó, gyűlölködő, szanaszét szakadt, szerencsétlen magyarok, ez a fájdalmasan tragikus sorsú nép, az elveszett haza kísértetei! Lehet rájuk számítani? […] Itt vívódom egyedül, elhagyottan a kopár hegyek tövében, de eddig még jó szót is alig hajítottak felém.

## Emlékezete
Személyének megítélése már első politikai szerepvállalásától kezdve vitatott. Halála után a magyar és román kommunisták Nyirőt „szélsőjobboldali” állásfoglalásai miatt kitiltották az irodalomból. A rendszerváltás után elfogadóbb kép alakult ki róla, Romániában több iskola is viseli nevét. Kövér László, a magyar országgyűlés elnöke szerint szét kell választani Nyírő József politikai és írói munkásságát.
Első köztéri szobrát 2004-ben avatta fel a Székelyudvarhelyért Alapítvány és a budapesti székhelyű Ábel Alapítvány Székelyudvarhelyen, az Emlékezés Parkja szoboregyüttes részeként. Még ugyanabban az évben szülőfalujában, Székelyzsomboron is szobrot állítottak emlékére.
2010-ben, halála után 57 évvel a szoborállító alapítványok képviselői megállapodtak a Nyirő család leszármazottaival arról, hogy hazahozzák és szülőfalujában újratemetik Nyirő József hamvait, valamint a magyar állam támogatásával átfogó programsorozatot szerveznek az író szellemi hagyatékának méltó ápolása érdekében. A 2012. pünkösd vasárnapjára tervezett újratemetés azonban politikai feszültség forrásává vált Románia és Magyarország között. 
A hamvakat előzetesen Budapesten, a Fiumei úti Nemzeti Sírkertben ravatalozták fel.
A román hatóságok kétségbe vonták a temetés megtartásához szükséges engedély érvényességét, mivel a dokumentumban formai hibás iktatószám szerepelt. A Hargita Megyei Prefektúra emiatt érvénytelennek nyilvánította az engedélyt, és a temetést elhalasztották. A szervezők – köztük Szász Jenő RMDSZ-es polgármester – szerint azonban semmiféle jogi akadály nem állt fenn a temetés megrendezése előtt, és a hiba a hatóságnál volt. A szervezők végül megtartották az eredetileg tervezett megemlékezést, amely ökumenikus keretek között zajlott, keresztény egyházi képviselők részvételével.
A rendezvényen beszédet mondott Kövér László, a magyar Országgyűlés elnöke, valamint több erdélyi magyar közéleti szereplő. A mintegy kétezer fős tömeg nemzeti színű zászlókat lengetve, békésen emlékezett az íróra, akinek hamvait – az akkori nyilatkozatok szerint – titokban mégis eljuttatták a helyszínre, noha hivatalos temetésre nem került sor.

## Irodalmi fogadtatása[22]
Amikor 1924-ben Jézusfaragó ember címmel kötetben jelennek meg legkorábbi novellái, az olvasó valóban új, eredeti, ismeretlen világot láttató, igen költői íróval találkozhatott. Ebben a székely falusi világban semmi sem volt népszínműszerű: társadalmilag is, lélektanilag is hiteles, mindig érdekes és töretlenül költői ábrázolás volt az induló Nyírő világa. Természeti képeiben egy kitűnő stiliszta lírája szólalt meg. Nyírőtől nagyon is indokoltan várták, hogy hamarosan az a nagy erdélyi elbeszélő lesz, aki azonban nem ő lett, hanem Tamási Áron. […] Az ezt követő Kopjafák novellái – bár akad köztük néhány igazán jó – elmaradtak az első novelláskönyv stilisztikailag is, szerkesztésbelileg is, lélekrajzilag is méltán ünnepelve fogadott értékeitől. […] Stílusában a finom költőiségtől a közhelyeket halmozó giccsig, a magasztos egyszerűségtől a modoros túlcifrázásig, a havasok és fenyvesek illatától a durva alpáriságig néha nem is műről műre, hanem oldalról oldalra változik a művészi egyéniség. […] Novellistaként legszerencsésebb pillanataiban a legelsők sorába tartozik, hogy máskor a hevenyészettség, az erőltetettség, sőt nemritkán az értelmetlenséget súroló érdektelenség alsó átlaga alá süllyedjen. Regényt pedig egyáltalán nem tud komponálni, s legföljebb novellisztikus részletei sikerülnek. Történelmi regényeiből hiányzik a történelem. Ugyanakkor regényes önéletrajza, az Isten igájában korképnek is, önarcképnek is igen jó, egyes részletei akár a remekmű értékjelzőjét is viselhetik.
Első szépirodalmi kísérlete, a Beöltözés című rajz a Nagyasszonyunk katolikus leánylapban jelent meg 1909-ben, ezt több szépirodalmi munka követte az Élet, a Katholikus Szemle és a gyulafehérvári Közművelődés hasábjain. Pályadíjakat nyert novelláinak sikere után a Jézusfaragó ember című novelláskötetével (1924) hívja magára a figyelmet. Az ekkoriban szerveződő erdélyi magyar irodalmi életben új tárgykörrel, az egyszerű székely ember világának ábrázolásával jelentkezett, s szecessziós stílusának népnyelvbe ágyazott színpompájával frissítő hatást gyakorolt a korabeli magyar irodalomra. Ebben a világban otthonosan mozog az író, belülről ismeri alakjait, azok nehéz életét, a természettel való összeforrottságát, drámai küzdelmét a megmaradásért, babonás hiedelmekkel átszőtt lelkületét. A Székelyföldnek és lakóinak mélységes szeretete, aggódó féltése fonja egységbe mindazt, ami ebből a világból irodalommá varázsolódik át. Jancsó Béla szerint új korszak kezdődött vele az erdélyi magyar prózában. Benedek Marcell így jellemzi: „Új, erőteljes, színpompás nyelvet hozott. Prózája dúsan rakott képekkel, hasonlatokkal, meglepő monumentális szépségekkel […] Alakjai együtt lélegzenek a havasok fiaival és köveivel, s e kozmikus kapcsolatok motiválják gazdag fantáziáját, meseteremtő készségét, balladás titokzatosságát.” A kritika azonban nem hallgatja el, hogy stílusa olykor modoros, dagályos, alakjai megrajzolásánál lélektani következetlenségek adódnak, írásaiban kísért a romantizáló hajlam.
Majdnem tíz év telik el az újabb novelláskötet megjelenéséig. A Kopjafák (1933) kerete komor, szomorú történeteket fog egybe. Kopjafák alatt alusszák örök álmukat az elbeszélések szereplői. A kötet egyetlen főhőse a halál, egy-egy prózában írt ballada minden novella. Ezek egy részének címe sincs, sorszám jelzi, hogy újabb életnek vetett véget a halál. De tragikus sorsú alakjai mindig a népi és általános emberi léleknek mély és igaz megérzéséről tanúskodnak.
Legértékesebb novellái a természetet, a havasok világát ábrázolják. A Havasok könyve (1936) hősei egyszerű pásztorok, favágók, szénégetők, akik együtt élnek a természettel. Csodálatos kapcsolat alakul ki ember és táj között: a székelyek kemény harcot vívnak a betevő falatért. A halál mintha állandóan közöttük járna, nem félik, az élet természetes tartozékának tekintik. A havas igazi urai tulajdonképpen az erdei vadak. Több elbeszélés szereplője a farkas: a ragadozó ösztön ébredését a szerző úgy írja le, hogy abból az ember szégyene is kiolvasható. A kötet huszonnégy elbeszélését keretként fogja át a havasi esztendő. Az őstermészettől még el nem szakadt emberrel együtt lélegzik az erdő ragyogóan színes őszével, titokzatosan hallgatag teleivel, sodró tavaszával. Az író varázslatos képessége a természet megelevenítése.
Dsida Jenő így ír e könyvről: „Megszületett a székely dzsungel-könyv. A mi madaraink énekelnek benne fülünknek ismerős dalokat, a mi állataink beszélnek anyánktól tanult, édes nyelven, megértjük a székely ősvadon zúgását, a hulló fenyőtoboz zaját, a bokrok és a fák minden parányi neszét. Sírni lehet a gyönyörűségtől."
A Kopjafák és a Havasok könyve című novelláskötetei szolgáltak alapul az Emberek a havason című, 1942-ben bemutatott filmhez is. Bár alkatának legjobban a novella felelt meg, életművének nagyobbik része regény. A kritikusok véleménye szerint társadalmi és történelmi regényei felépítésükben maguk is jórészt novellafüzérek.
Az Isten igájában című regénye (1926) harminc évet ölel át Harghitay József életéből, aki kedve ellenére pap lett, de az 1918-as őszirózsás forradalom idején leveti a reverendát, és megházasodik. A regény önéletrajzi fogantatású, még ha nem is tér ki az eredeti pályakezdésre. Az író tollát az a szándék vezeti, hogy igazolja, miért és miként jutott el az aposztata sors vállalásához, megrajzolva belső vívódásait és helyes útra térését.
A sibói bölény című történelmi regény (1929) két központi alakja II. József, a kalapos király, és az idősebb Wesselényi Miklós. A kettejük közti harc eleve reménytelen. A cselekmény bonyolításában nagy szerepet játszanak a babonás félelmek, a látomások, szenvedélyek. Mind a két fél önmagában hordja tragikumát: a császár nagyratörő eszméi elbuknak, mert nem törődik a hagyományok, a szokások, az anyanyelv erejével, s társtalanná válik; a zsibói főúr pedig szenvedélyes szerelmek rabja, aki nem tud a nemzeti ellenállás hősévé válni. Reményik Sándor ezzel a regénnyel kapcsolatban megjegyzi, hogy a szerző ott a legvonzóbb, ahol munkájából „örök emberi és nemzeti szimbólumok emelkednek a mai Erdély horizontjára is”.
Ugyancsak történelmi tárgyú a Siculicidium 175. évfordulójára megjelent Madéfalvi veszedelem (1939). A mozaikokból összeálló történelmi freskó inkább színes krónika, mint regény.
Nyirő regényeiben is a havasok világában mozog a legotthonosabban. Uz Bence című művében (1933) a híres tréfacsináló Bence túljár az úri vadászoknak, az állam embereinek eszén, kalandor vállalkozásokba kezd, keresztet ácsol, sőt imádkozni tanítja a medvét. A regényhős szép emberi tulajdonságok hordozója is: hatalmas fizikai erő, életrevalóság, tréfálkozó kedv, a szegényekkel való együttérzés, segítőkészség jellemzi. A főszereplőben az író a székely nemzetideált festette meg, azon vonásokat emelte ki, amilyennek népét látni szerette volna.
A havasok lábánál meghúzódó székely falu képe rajzolódik ki Az én népem (1935) és a Halhatatlan élet (1941) című regényekben is. A kisebbségi sorsban, nehéz gazdasági viszonyok közepette vergődő nép mindennapjai elevenednek meg lapjaikon. Az első regényben mindaz, ami a faluban történik, az új református lelkész köré fonódik. Botár Béla sokáig vergődik az események sodrában, míg végül a nép szívébe fogadja. A lélekrajz ebben a regényben a leghitelesebb. Jól megrajzolt alak a renegáttá vált felekezeti tanító: az író hitelesen ábrázolja eltévedésének útját, de a visszavezető lépcsőket is. A regény kicsengése optimista, szereplőit a szinte elviselhetetlen körülmények nem tudják megtörni, az anyanyelven oktató egyházi iskola épülőben van. Az élet halhatatlanságára utaló másik faluregény is a munka, a családiasság, az összetartás eposza. Főhőse, Bojzás Küs Dani középiskolában pallérozott szántó-vető gazda, aki a faluja életét éli. Gyermekével folytatott párbeszédei népi tapasztalatokból táplálkozó derűlátást sugároznak, Tamási Áron novelláira emlékeztető „feleselő” modorban. A Nyirőre annyira jellemző tragikus események ebben a regényben is jelen vannak, de napfényes jelenetek szomszédságában.
Az író erdélyi korszakának utolsó alkotása a Néma küzdelem című történelmi regény (1944). Ebben új területet jár be: a Mezőséget. A pusztuló szórványmagyarságról fest lehangoló képet a századfordulót megelőző időből. Visszanéz a törökök és tatárok dúlásaira, melyek következtében a magyar lakosság meggyérül, temploma, sírkertje is odavész. Csak egy megmentett harang kongatása ad még erőt a megmaradásra. A regény szövete reális elemekből alakul, nem ritkák a tudományosan elemző részletek.
Az emigrációban születtek az 1950-ben megjelent A zöld csillag és az 1951-es dátumot viselő Íme, az emberek című regényei, melyekben részletesen feldolgozza a menekülttáborban szerzett élményeit. Küzdelem a halállal című utolsó írásában a szülőföldje iránti nosztalgiáját írja meg.
Magával sodró stílusa külön fejezete a magyar irodalmi nyelvezetnek. Játékos fordulatok, ízes tájnyelvi elemek, szólásmondások együttes jelenlétéből adódik az írói egyéniséget meghatározó kifejezésmód. A kelet-európai változások után szertefoszlik az életművét megbélyegző politikai légkör is. Könyvei sorozatban jelennek meg Magyarországon és Romániában is.

### Írásművészetének méltatói
- Tabéry Géza (Erdélyi Helikon, 1933)
- Tóth Ervin: Nyirő József (Hajdúnánás, 1934)
- Schöpflin Aladár (Nyugat, 1937)
- Bóka László (Szép Szó, 1937)
- Kádár Erzsébet (Nyugat, 1941)
- Németh László: Készülődés (1941)
- Illés Endre: Krétarajzok (Budapest, 1957)
- Pomogáts Béla: Nyirő József, a székely nép krónikása (Csíkszereda, 2005)
- Lakatos Mihály: Jézusfaragó székelyek. A halál-motívum Nyirő József „Jézusfaragó ember” című könyvében (Székelyföld, 2007. október)

## Megjelent művei
- Jézusfaragó ember (elbeszélések, Budapest, 1924)
- A sibói bölény (regény, I–II., Kolozsvár, 1926–1929)
- Isten igájában (regény, Kolozsvár, 1930)
- Kopjafák (elbeszélések, Kolozsvár, 1933)
- Uz Bence (regény, Székelyudvarhely, 1933)  Archiválva 2009. március 9-i dátummal a Wayback Machine-ben
- Az én népem (regény, Budapest, 1935)
- Székelyek (novellák, Kolozsvár, 1936)
- Havasok könyve (elbeszélések, Budapest, 1936)
- Júlia szép leány (színmű, Budapest, 1939)
- Madéfalvi veszedelem (regény, Budapest, 1939)
- Halhatatlan élet (regény, Budapest, 1941)
- Az elszántak (elbeszélések, Budapest, 1943)
- Néma küzdelem (regény, Budapest, 1944)
- A zöld csillag (Madrid, 1950)
- Íme az emberek (Madrid, 1951)
- Mi az igazság Erdély esetében (tanulmányok, Cleveland, 1952)
- A megfeszített (irodalmi filmforgatókönyv, Youngstown, 1978?)
- Leánykérés a havason (Elbeszélések. Pomogáts Béla bevezetőjével, Budapest, 1989)
- Áldoztatás a havasban (Elbeszélés, Agape minikönyvek sorozat, Újvidék, 1991)
- Havasi tragédia (elbeszélésék, publicisztikai írások, Budapest, 1995)
- A Megfeszített : drámák és misztériumjátékok (Budapest, 1999)
- Hull immár a fenyőtoboz : válogatott novellák (Marosvásárhely, 2003)
- Máté, a kutya (Sorozatcím: Magyar írók állattörténetei (Budapest, 2008)
- A csillagig érő emberek : száztíz elbeszélés (Budapest, 2009)
- Arénába űzve. Önéletrajzi vallomások; szerk., utószó Medvigy Endre; Kairosz, Bp., 2006
- Hűség és áldozat. Nyirő József füveskönyve; vál., összeáll. Papp Csaba; Lazi, Szeged, 2012
- Karácsony a havason; vál., szerk. Hunyadi Csaba Zsolt; Lazi, Szeged, 2013
- Életet tanultunk; vál., szerk. Hunyadi Csaba Zsolt; Lazi, Szeged, 2014
- Székely tragédia; vál., szerk. Hunyadi Csaba Zsolt; Lazi, Szeged, 2014

## Műveiből készült filmek
- Uz Bence (1938) magyar film, rendezte Csepreghy Jenő. 73 perc. Főszerepben: Jávor Pál
- Emberek a havason (1942) magyar film, Rendezte: Szőts István. 103 perc A film a Nemzeti Audiovizuális Archívumban (NAVA) megtekinthető

## Szervezeti tagságai
- A Európai Irodalmi Társaság magyar tagozatának tagja (1942)

## Díjai, elismerései
- Corvin-koszorú (1940)
- Magyar Örökség díj (2002)

## Interneten elérhető művei
- Nyirő József: Tiborcz úr karácsonya
- Nyirő József: Gyónom a mindenható Istennek
- Nyírő József: Madéfalvi veszedelem Archiválva 2007. március 5-i dátummal a Wayback Machine-ben
- Nyírő József: Az én népem (hangoskönyv)